# Metsovo

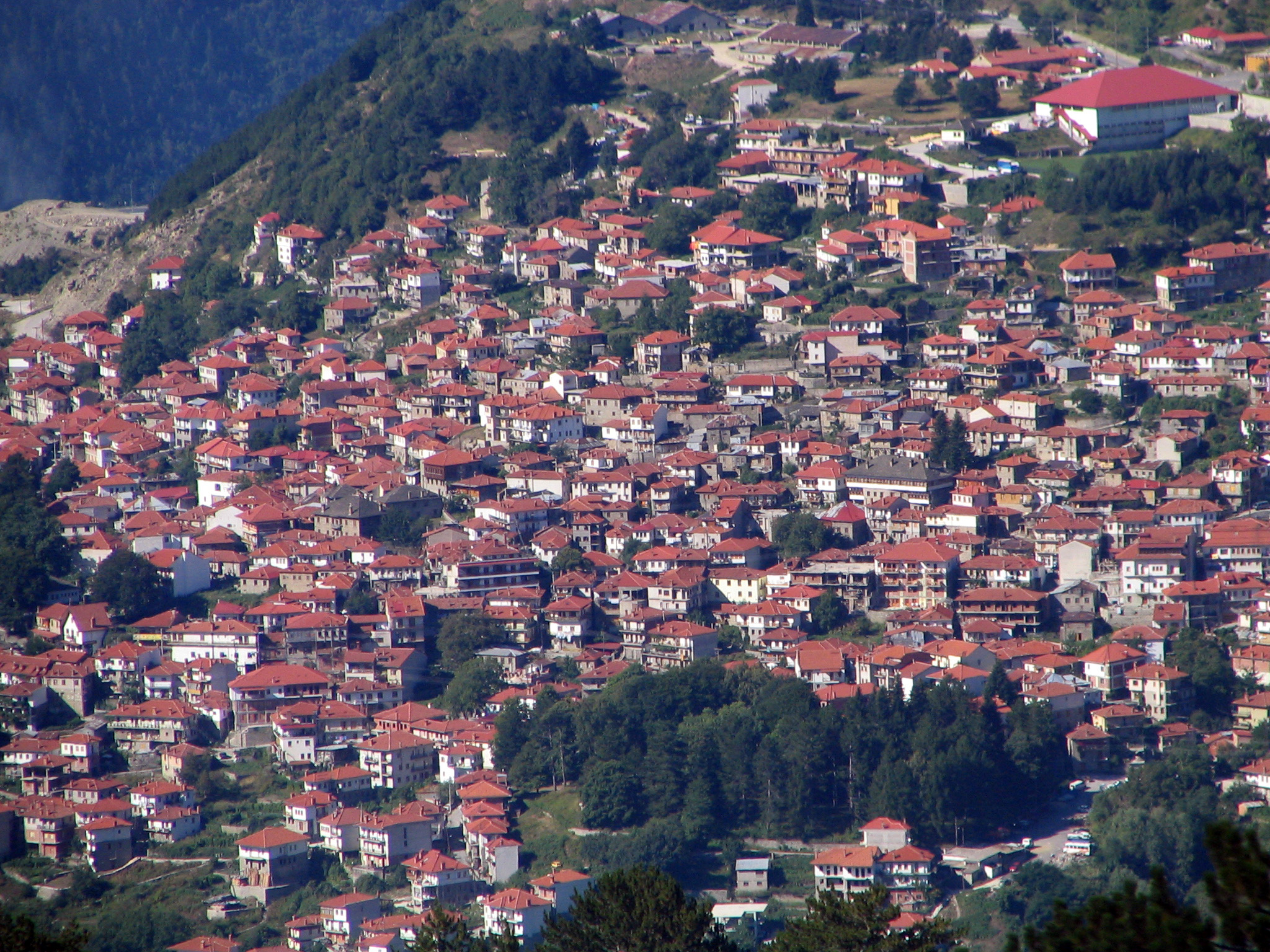
Überblick über den Ort Metsovo

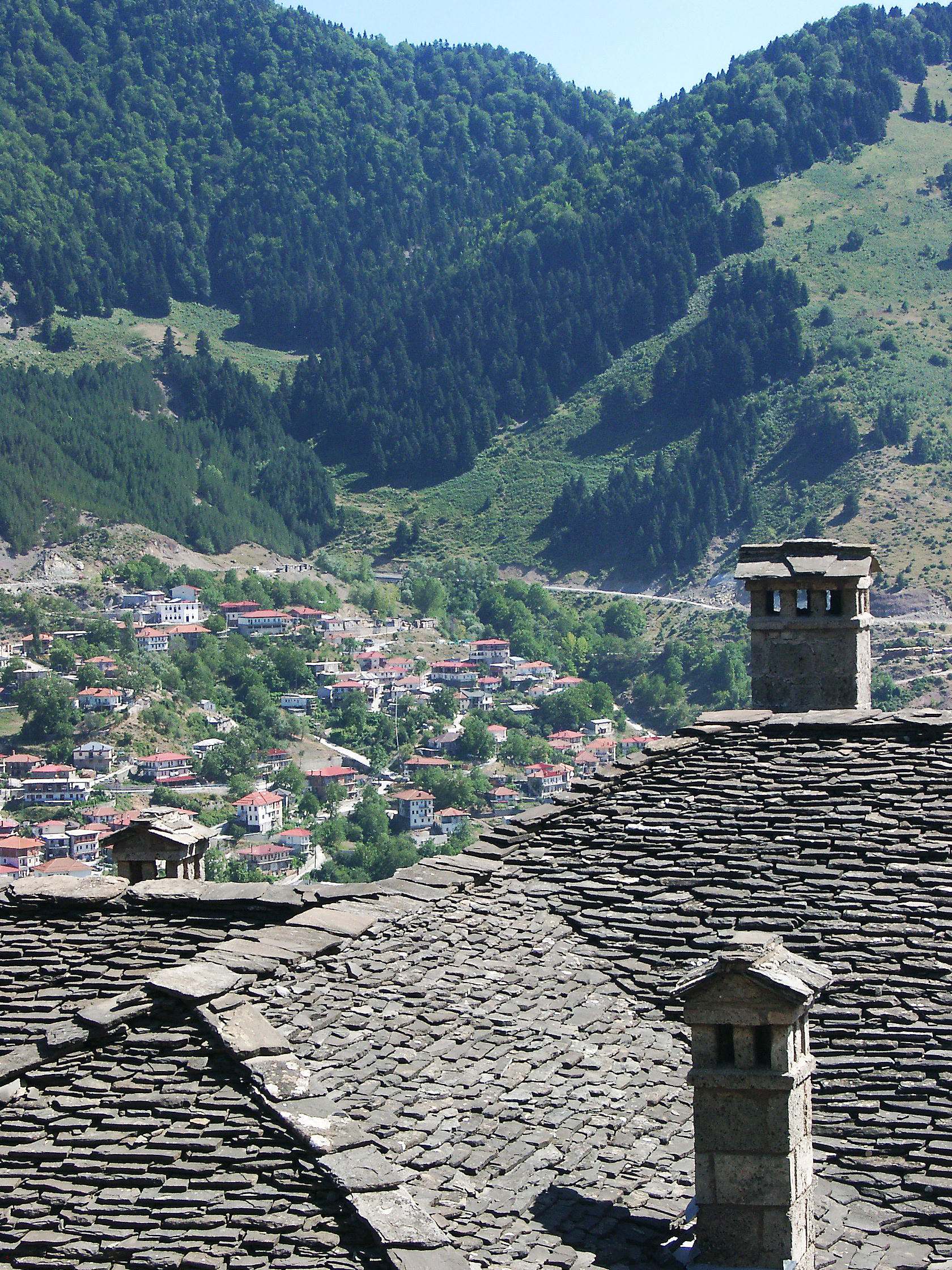
Blick über die Steindächer von Metsovo auf dessen Umgebung

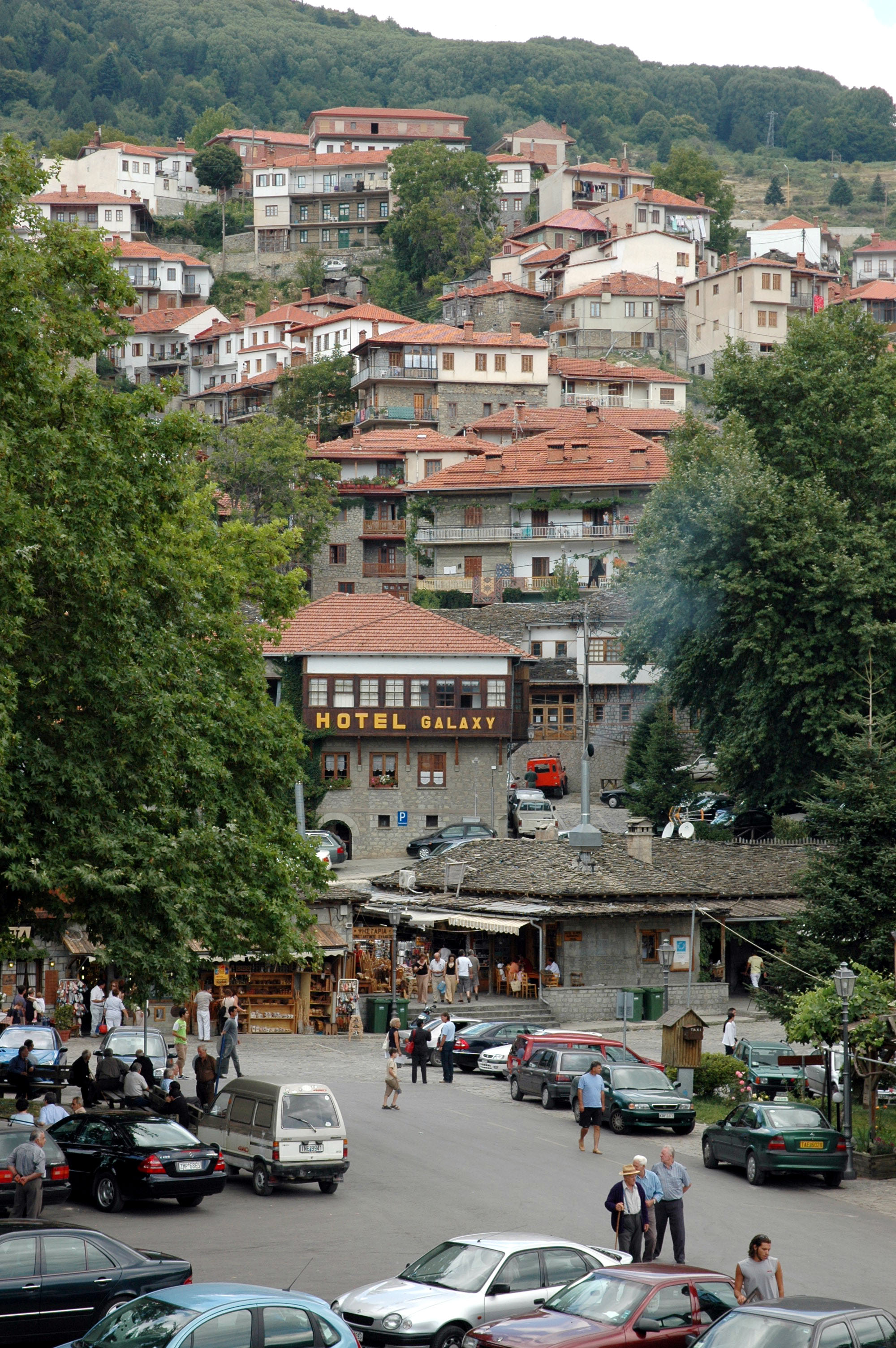
Das Zentrum von Metsovo

Metsovo (griechisch Μέτσοβο (n. sg.), älter auch Metsovon; aromunisch Aminciu) ist eine Kleinstadt sowie eine Gemeinde im äußersten Osten der griechischen Region Epirus.

## Geographie, Geologie, Klima

### Geographie
Der Ort liegt etwa auf halbem Weg zwischen Ioannina im Westen und Meteora bzw. Kalambaka (Thessalien) sowie Grevena (Westmakedonien) im Osten inmitten des Pindos-Gebirges auf 1160 Meter Höhe. Metsovo liegt auf einer nach Südosten gerichteten Anhöhe am nördlichen Talrand des Flusses Metsovitikos, eines Neben- oder Quellflusses des Arachthos. Nordwestlich von Metsovo befindet sich der Stausee Limni o Pigon, welche den Fluss Aoos kurz nach dessen Quellen am Fuße der Berge Soumpresi und Mavrovouni aufstaut.
Zur Gemeinde Metsovo gehören drei Gemeindebezirke. Neben Mestovo selbst sind dies der westlich angrenzende, nach der Via Egnatia benannte Bezirk Egnatia, im Osten das Dorf Milia, das an der Passstraße nach Grevena im Nordosten liegt.
Die Gegend um Metsovo wird auch als das „hydrographische Herz“ Griechenlands bezeichnet. Grund für diese Bezeichnung ist, dass in der Gegend um Metsovo drei große Flüsse Griechenlands ihren Ursprung haben: östlich des Gemeindegebiets der Pinios mit seinem Quellfluss Malakasiotikos, im Norden der Aoos (Vjose) und im Süden der Gemeindegrenze im Lakmos-Massiv der Acheloos. Wenn der Fluss Metsovitikos als Quellfluss des Arachthos angesehen wird, summieren sich die in der Gegend von Metsovo entspringenden großen Flüsse Griechenlands auf vier, darunter zwei der drei längsten Flüsse Griechenlands: der Acheloos und der Pinios. Der Ursprung des Flusses Venetikos liegt nordöstlich von Metsovo und stellt die Verbindung zum längsten Fluss Griechenlands, dem Aliakmonas, als dessen Nebenfluss her.

### Geologie
Der Boden der Region um Metsovo besteht aus Flyschsandstein und gehört damit zur Flyschzone der Zagoria.

### Klima
Die gesamte Menge an Niederschlag pro Jahr in Metsovo beträgt 1431,1 mm. Die minimale Niederschlagsmenge pro Jahr fällt im August mit 29,1 mm, die maximale Menge im November mit 230,6 mm. Im Dezember fallen 180 mm Niederschlag, im März, Mai und Oktober um die 150 mm Niederschlag. 120 Regentage verzeichnete Metsovo bezogen auf 1000 Tage. Der Monat mit den meisten Regentagen ist der März mit 14. Der November hat 12,5, der Dezember 11,6, der Mai 12,9 und der Juli das Minimum mit 5,7 Regentagen. Bezogen auf 1000 Tage hat Metsovo im Februar 23,6 Schneetage; im Januar sind es 19,7, im März 17,1 und 12,9 im Dezember, was den Jahresdurchschnitt an Schneetagen auf 26,9 bringt.

## Geschichte
Die antike Vorläufersiedlung von Metsovo liegt in der Nähe der heutigen Ortschaft Votonosi im Tal des Flusses Metsovitikos westlich der heutigen Ortschaft Metsovo. Die Anlage der Siedlung erfolgte aufgrund der strategischen Position am Passweg zwischen Epirus und Makedonien über den Zygos-Pass (heutiger Katara-Pass). Bronzefunde aus Votonosi datierten auf das 6. bis 3. Jahrhundert v. Chr.
Im 15. Jahrhundert eroberte das Osmanische Reich Metsovo bei seiner Expansion auf der griechischen Halbinsel. Im 17./18. Jahrhundert bestand hier die Republik Metsovo. Während der osmanischen Herrschaft erwarb sich Metsovo wie auch die Dörfer der Zagori (Zagorochoria) und die des Agrafa-Gebirges Privilegien: es wurde als valide sultana, als Lehen der Sultanin angesehen und zahlte dementsprechend weniger Steuern. 1659 erwarb Metsovo weitere Rechte unter dem Sultan Mohammed IV. (1648–1687) und konnte diese bis zur Herrschaft des Sultans Selim III. (1789–1807) erhalten und wiederholt bestätigen lassen. Nach der Überlieferung wurden diese Privilegien Kyrgios (Kyriakos) Phlokas gewährt, einem Schäfer. Sultan Mohammed IV. erließ einen Firman, demzufolge die Ortschaften Metsovo, Anilio, Malakasi, Voutinos, Milia und Koutsoufliani als unantastbar deklariert wurden. Die Ortschaften durften sich selbst verwalten: sie unterlagen lediglich Inspektionen des Sultans und seiner Gehilfen, den Bostançi. Metsovos Selbstregierung war ein Rat der Sieben bestehend aus einem Präsidenten bzw. Ältesten (Dimogeron oder Geron), dem Ephoren (Ephoros), welcher die Oberaufsicht über die Schulen hatte, dem Frondistis (Oberaufseher über das Wasser), dem Ispraktoras (Steuereintreiber), dem Agronomos (Marktinspektor), dem Epitropos (Kirchwächter) und dem Oplarchigos (Milizführer) der lokalen Garnison. Bis zum Ende des 19. Jahrhunderts bestand dieses System der Selbstverwaltung, wobei es bis dahin stets in den Händen einiger adliger Familien verblieb. Im Verlauf des 19. Jahrhunderts traten neben diesen ursprünglichen adligen Familien auch reiche und mächtige Kaufleute hinzu, welche ihren Reichtum und Wohlstand nicht durch den Landbesitz, sondern durch den Handel mit Ägypten, Russland, Walachien und Konstantinopel erworben hatten. Grundlage dieser Privilegien war wohl die strategische Position Metsovos am Zygos- bzw. Katara-Pass. Die Einwohner hatten auch dem Sultan und seinem Gefolge bei der Überquerung dieses Passes Hilfe geleistet. Sultan Murad II. äußerte dazu:

„Die Leute von Metsovo leben an einem Platz, welchen viele Menschen im Verlaufe eines Jahres passieren. Im Winter war dieser Platz von so viel Schnee bedeckt, dass die Reisenden in ständiger Gefahr waren verloren zu gehen. Die lokalen Einwohner bedeckten die Beine der Pferde und trugen die Reisenden auf ihren Schultern. Im Sommer, als die Gefahr von Banditen ausging, beschützten sie die Reisenden und begleiteten sie sicher über den Pass.“

Die Privilegien von Metsovo führten zu einem Zustrom von Menschen aus Thessalien und der Region des Agrafa-Gebirges wie auch aus Epirus.
In der ersten Hälfte des 20. Jahrhunderts wurde Metsovo als eine Ortschaft beschrieben, welche keinen Markt habe. Die zahlreichen Kaufleute wären oftmals in der Fremde unterwegs. Darüber hinaus wären Handwerker, Saumtiertreiber und Hirten vorhanden.
Die osmanische Herrschaft über Metsovo, welche im 15. Jahrhundert begonnen hatte, endete am 14. November 1912. Im Rahmen des ersten Balkankrieges eroberten griechische Truppen Metsovo.
Im Zweiten Weltkrieg wurde Metsovo zu einem Hauptangriffsziel der italienischen Truppen, welche ab dem 28. Oktober 1940 die griechisch-albanische Grenze überschritten. Ein Vorstoß der italienischen Truppen führte entlang des Tals des Aoos (Vjose) bis zur Ortschaft Vovousa nördlich von Metsovo. Die Einnahme von Metsovo hätte zu einer Unterbrechung der Straßenverbindung zwischen Epirus und Makedonien geführt. Anfang November 1940 können die griechischen Truppen den italienischen Angriff abwehren und drängen die italienischen Truppen nachfolgend auf albanisches Gebiet zurück. Mitte April 1941 erreichen deutsche Truppenverbände der Leibstandarte SS Adolf Hitler unter dem Kommando von Sepp Dietrich von Grevena (Osten) her kommend Metsovo, erobern am 19. April 1941 den Zygos- bzw. Katara-Pass und schneiden damit den in Albanien stehenden Teilen der griechischen Streitkräfte den Rückzug nach Zentralgriechenland ab. Der Befehlshaber des III. griechischen Armeekorps in Epirus und Albanien und spätere Ministerpräsident Griechenlands im Rahmen einer Kollaborationsregierung, Generalleutnant Tsolakoglou nimmt aufgrund dieser Situation eigenmächtig und gegen ausdrückliche Anweisung des griechischen Oberkommandierenden Alexander Papagos Waffenstillstandsverhandlungen mit den deutschen Streitkräften am 20. April 1941 auf. Diese fanden in Votonosi statt und endeten einen Tag später mit der Kapitulation der griechischen Epirus-Armee. Metsovo wird durch die Kampfhandlungen in Teilen zerstört. Metsovo fiel nach der griechischen Kapitulation Ende April 1941 in die italienische Besatzungszone. Im Juni 1943 eroberten griechische Partisanen der Volksbefreiungsarmee ELAS die Ortschaft Metsovo und erlangten somit die Kontrolle sowohl des Ortes als auch der Straße über den Katara-Pass. Im Oktober 1943 führen deutsche Streitkräfte sogenannte Säuberungsoperationen entlang der Straße Kalambaka-Metsovo-Ioannina aus: am 26. Oktober 1943 berichtet die Heeresgruppe E den baldigen erfolgreichen Abschluss der Operation Panther mit nachfolgender Wiedereröffnung der Straße über den Katara-Pass aus deutscher Sicht.
Im Griechischen Bürgerkrieg von April 1946 bis September 1949 wurde Metsovo im Oktober 1947 von Truppen der Demokratischen Armee Griechenlands (DSE), einer kommunistisch dominierten Rebellenarmee angegriffen; eine Einnahme der Ortschaft gelang der DSE gegen die Metsovo verteidigenden Truppen der rechtsgerichteten Zentralregierung in Athen trotz einwöchiger Kämpfe nicht.

## Bevölkerung
Die Einwohner der Stadt Metsovo waren und sind überwiegend Angehörige der aromunischen (vlachischen) Minderheit. 1893 hatte Metsovo geschätzt 5000 Einwohner. Im Jahr 1920 war die Bevölkerungszahl auf 1944 Einwohner gesunken, 1928 lebten in Metsovo 2156 Menschen. Die Provinz (Eparchia) Metsovo hatte 1920 4082 und 1928 4686 Einwohner. Die Bevölkerung von Anilio betrug 370 Einwohner im Jahr 1920 und die von Votonosi 200 Einwohnern.
Die Bevölkerung von Metsovo wird bis wahrscheinlich 2030 überzufällig häufig an einer bösartigen Lungenerkrankung, dem Mesotheliom (Zwischenfellkrebs), leiden. Ursache hierfür ist die bis 1985 regelhafte Verwendung von Loutos, einem asbesthaltigen Kalkstein zur Bleichung der Wäsche. 1950 benutzten 92 % der Einwohner Metsovos Loutos, 1980 noch 18 %, 1985 niemand. Die im Loutos enthaltenen Asbestfasern wurden bei der Bleichung der Wäsche freigesetzt und eingeatmet. Zwischen 1981 und 1985 war die Häufigkeit des Mesothelioms in Metsovo 300-mal höher als in einer nicht mit Asbestfasern exponierten Bevölkerung. Neben der Krebserkrankung des Mesothelioms tritt bei 47 % der erwachsenen Einwohner von Metsovo die sogenannte Metsovo-Lunge auf. Diese besteht aus Verkalkungen des Zwischenfells der Lungen, welche ebenfalls durch die Exposition gegenüber Asbestfasern im Loutos verursacht werden.

## Verwaltungsgliederung
Metsovo war bis zur griechischen Kommunalverwaltungsreform von 1997 der Verwaltungssitz der Provinz Metsovo, welche die heutigen Gemeindebezirke Metsovo und Milia umfasste. Mit der vorgenannten Kommunalverwaltungsreform wurden die Provinzen für den verwaltungstechnischen Gebrauch abgeschafft und gleichzeitig eine Stadtgemeinde (Dimos) Metsovo gegründet. 2010 wurden die Gemeinden Milia und Egnatia zu Metsovo eingegliedert und bilden seither Gemeindebezirke (Ez. gr. dimotiki enotita). Die Gemeinden, die bis 1997 existierten, werden als Stadtbezirke (Ez. gr. dimotiki kinotita) bzw. Ortsgemeinschaften (unter 2.000 Ew. – topiki kinotita) geführt und haben eigene lokale Vertretungen. Die Einwohnerzahlen stammen aus dem Ergebnis der Volkszählung 2011.
- Gemeindebezirk Egnatia - Δημοτική Ενότητα Εγνατίας - 2.331 Einwohner
  - Ortsgemeinschaft Mikro Peristeri - Τοπική Κοινότητα Μικρού Περιστερίου - 244 Einwohner
    - Mikro Peristeri - Μικρό Περιστέρι - 2 Einwohner
    - Giarakai - Γιαρακάρι - 10 Einwohner
    - Neo Giarakari - Νέο Γερακάρι - 50 Einwohner
    - Paleochori - Παλαιοχώρι - 15 Einwohner
    - Rachoula - Ραχούλα - 27 Einwohner
    - Tambouria - Ταμπούρια - 140 Einwohner

  - Ortsgemeinschaft Megali Gotista - Τοπική Κοινότητα Μεγάλης Γότιστας - 342 Einwohner
    - Megali Gotista - Μεγάλη Γότιστα - 166 Einwohner
    - Baltouma - Μπαλτούμα - 176 Einwohner

  - Ortsgemeinschaft Megalo Peristeri - Τοπική Κοινότητα Μεγάλου Περιστερίου - 693 Einwohner
    - Megalo Peristeri - Μεγάλο Περιστέρι - 310 Einwohner
    - Ambelakia - Αμπελάκια - 84 Einwohner
    - Karyofyto - Καρυόφυτο - 28 Einwohner
    - Kastri - Καστρί - 30 Einwohner
    - Kerasia - Κερασιά - 6 Einwohner
    - Milies - Μηλιές - 42 Einwohner

  - Ortsgemeinschaft Mikra Gotista - Τοπική Κοινότητα Μικράς Γότιστας - 194 Einwohner
    - Mikra Gotista - Μικρά Γότιστα - 73 Einwohner
    - Agioa Minas - Άγιος Μηνάς - 28 Einwohner
    - Batza - Μπάτζα - 49 Einwohner
    - Riza - Ριζά - 13 Einwohner
    - Sioutsos - Σιούτσος - 31 Einwohner

  - Ortsgemeinschaft Sitsena - Τοπική Κοινότητα Σίτσαινα (Σίτσαινα) - 175 Einwohner
  - Ortsgemeinschaft Chrysovitsis - Τοπική Κοινότητα Χρυσοβίτσης - 900 Einwohner
    - Chrysovitsa - Χρυσοβίτσα - 446 Einwohner
    - Ambelia - Αμπέλια - 16 Einwohner
    - Analipsi - Ανάληψη - 193 Einwohner
    - Myli - Μύλοι - 215 Einwohner
    - Xiriko - Ξηρικό - 4 Einwohner
    - Siolades - Σιωλάδες - 26 Einwohner
- Gemeindebezirk Metsovo - Δημοτική Ενότητα Μετσόβου - 3.469 Einwohner
  - Stadtbezirk Metsovo - Δημοτική Κοινότητα Μετσόβου (Μετσόβο) - 2.503 Einwohner
  - Ortsgemeinschaft Anilio - Τοπική Κοινότητα Ανηλίου (Ανηλίο) - 587 Einwohner
  - Ortsgemeinschaft Anthochori Metsovou - Τοπική Κοινότητα Ανθοχωρίου Μετσόβου (Ανθοχωρί Μετσόβου) - 159 Einwohner
  - Ortsgemeinschaft Votonosi - Τοπική Κοινότητα Βοτονοσίου (Βοτονοσί) - 220 Einwohner
- Gemeindebezirk Milia - Δημοτική Ενότητα Μηλέας - 396 Einwohner
  - Ortsgemeinschaft Milia - Τοπική Κοινότητα Μηλέας (Μηλιά)

## Wirtschaft, Verkehr, Infrastruktur

### Wirtschaft
Traditionell ist Metsovo bekannt für die Herstellung von zwei Käsesorten. Bekannt ist Metsovo als Zentrum einer Weinanbauregion. Im Winter ist in der Nähe von Metsovo ein Skigebiet in Betrieb, was dem Ort Einnahmen durch Wintertourismus beschert. Der Stausee Limni O Pigon wird zur Stromgewinnung genutzt.
Weinanbau in Metsovo
Obwohl in der Umgebung von Metsovo seit langem Weinbau betrieben wurde, erlangte das Gebiet unter Weinkennern erst in den späten 1950er Jahren Beachtung, als Evangelos Averoff zuerst in kleinem Umfang begann, verschiedene Rotweinreben, insbesondere Cabernet Sauvignon anzupflanzen und sie mit heimischen Sorten, vor allem mit der Agiorgitiko zu verschneiden. Daraus entstand ein dunkelfarbener, vollmundiger, gut alternder, nicht allzu schwerer Rotwein, der Katogi Averoff (Κατώγι Αβέρωφ), der in guten Jahrgängen zu den besten Rotweinen Griechenlands (→ Weinbau in Griechenland) gezählt werden muss. Daneben experimentieren die Averoff-Kellereien auch mit verschiedenen Weißweinen aus Roditis, Chardonnay und Traminer; letzterer wird auch sortenrein ausgebaut. In den letzten Jahren wurden einige Hektar mit der sehr stark in Mode gekommenen Viognier bestockt. Im Jahr 2002 fusionierte das Weingut Katogi Averoff mit Strofilia, einem anderen Weingut aus Metsovo zur Katogi Strofilia.
Neben diesen mit modernster Kellertechnik erzeugten Spitzenweinen, werden in Kleinbetrieben aus autochthonen Reben meist weiße Landweine gekeltert, die, jung getrunken, durchaus ansprechende Qualität erreichen und häufig bei geringen Alkoholgraden intensive Fruchtaromen aufweisen. Das Weinbaugebiet Metsovo ist mit Höhen zwischen 900 und 1100 Metern das höchstgelegene Griechenlands, weist aber trotz der Güte seiner Weine keinen Appellations-Status auf.

### Verkehr
Metsovo hat aufgrund seiner Lage am Metsovo-, Zygos- oder Katara-Pass eine verkehrstechnisch wichtige Lage; bis in die 1950er Jahre hinein war die Straße von Ioannina über Metsovo nach Kalambaka bzw. Grevena die einzige feste Straßenverbindung zwischen Epirus und Westmakedonien bzw. Thessalien. Nordöstlich von Metsovo findet sich der Katara-Pass, über dessen maximale Höhe von 1650 m die Nationalstraße 6 (Europastraße 90, Europastraße 92) kurvenreich in Ost-West-Richtung führt.
Südlich von Metsovo verläuft die Autobahn 2 (Εγνατία οδός/Egnatia odós), die von Igoumenitsa bis an die Grenze zur Türkei führt. In östlicher Richtung befinden sich u. a. die Städte Grevena, Kozani und Thessaloniki. Gleich hinter Metsovo in östlicher Richtung führt die Autobahn durch mehrere Tunnel, u. a. den Metsovo-Tunnel (3,5 km Länge), den Anilio-Tunnel (ca. 2 km Länge) und den Panaghia-Tunnel (2,8 km Länge). Einen Eisenbahnanschluss hat Metsovo gegenwärtig nicht; möglicherweise ist ein Anschluss von Metsovo im Rahmen der geplanten Eisenbahnverbindung von Igoumenitsa über Ioannina nach Kalambaka geplant.

## Kultur, Sehenswürdigkeiten, Persönlichkeiten

### Kultur
In Metsovo findet jährlich ein Festival der Aromunen statt.

### Persönlichkeiten
Metsovo ist Ursprungsort von bedeutenden Menschen in Griechenland. Insbesondere die Mitglieder der aus Metsovo stammenden Familie Averoff (Αβέρωφ) haben in Griechenland Bedeutung erlangt:
- Georgios Averoff (* 1818, Metsovo; † 1899, Alexandria, Ägypten)

Griechischer Unternehmer; verließ im Alter von 22 Jahren Metsovo und ging nach Alexandria; unterstützte dort die griechische Gemeinde mit dem Bau von Krankenhäusern und Schulen; gründete in Athen die Nationale Technische Universität Athen, welche als Beinamen auch „Metsovion“ bzw. „Metsovion Polytechnion“ aufweist; zu seinen Ehren wurde der einzige griechische Panzerkreuzer benannt, zu dessen Finanzierung er maßgeblich beitrug
- Evangelos Averoff (* 1910, Trikala, Thessalien; † 1990, Athen; auch Evangelos Averoff-Tositsas genannt)

stammt aus der Familie Averoff aus Metsovo; Abgeordneter des griechischen Parlamentes 1946–1964; wiederholt Minister, zuletzt Verteidigungsminister 1974–1981; Vorsitzender der konservativen Partei Nea Dimokratia 1981–1984, danach deren Ehrenvorsitzender
- Nikolaos Stournaris (* Stournareika, Thessalien; † 1826, Mesolongi, Ätolien-Arkanarien)

Kommandeur griechischer Aufständischer im Rahmen der griechischen Revolution ab 1821 in Ätolien-Akarnanien
- Eleni Tositsa
- Michail Tositsas
- Timoleon Tsourekas (* 1970), Skilangläufer